# Harig dwergoortje
Het harig dwergoortje (Resupinatus trichotis) is een schimmel behorend tot de familie Pleurotaceae. Het groeit bij loofbomen- en struiken. Het leeft saprotroof in groepjes op dode takken en hout.

## Kenmerken

### Uiterlijke kenmerken
De vruchtlichamen zijn klein schelp- of waaiervormig. Ze hebben geen steel. Het hoedje is bleekgrijsbruin met een harig grijzig tot zwartbruin centrum en lichtere randzone en heeft een diameter van 3 tot 10 mm.
De lamellen zijn grijswit tot crèmekleurig en worden kleuren later donkerder met witte snede. 
De sporenprint is wit. 

### Microscopische kenmerken
Het subhymenium is donkerbruin, samengesteld uit dicht opeengepakte hyfen. Het hymenium is bleekbruin in Melzers reagens, glazig in KOH, samengesteld uit basidia en basidiolen. Alle hyfen met ligamenten. Basidia zijn 4-sporig, knotsvormig, hyaliene in KOH en meten 16–30 x 5–7 µm. De cheilocystidia zijn met vingerachtige uitsteeksels tot 2 µm lang en meten 20–27 x 5–6 µm. De basidiosporen zijn eivormig tot bijna eivormig, gladwandig, hyaliene, niet-amyloïde en meten 4,5–6 x 4,1–5,5 µm.

## Verspreiding
In Nederland komt het harig dwergoortje algemeen voor. Het staat niet op de rode lijst en is niet bedreigd.